# Хамса (мифология)
Хамса (санскр. हंस, IAST: haṃsa) — водная перелётная птица, упоминаемая в древнеиндийских текстах, которую различные учёные интерпретируют как гуся, лебедя или даже фламинго. Его изображение встречаются в Индии и Юго-Восточной Азии как духовный символ и декоративный элемент. Он также используется в метафорическом смысле, когда птице приписывают мифическую способность извлекать молоко из смеси молока и воды или добро из зла. В индуистской иконографии хамса — вахана (средство передвижения) Брахмы, Гаятри, Сарасвати и Вишвакармы.

## Имя и этимология
Профессор-индолог и санскритолог Монье Уильямс переводил этот термин с санскрита как «гусь, гусак, лебедь, фламинго (или другая водоплавающая птица, считающаяся перелётной)». Слово также используется для обозначения мифической или поэтической птицы со знаниями. Согласно Ригведе именно птица способна отделить сому от воды при смешивании; в более поздней индийской литературе птица отделяет молоко от воды при смешивании. В индийской философской литературе Хамса представляет собой индивидуальную душу или дух (олицетворяемый чистым солнечным светом, как цвет гуся или лебедя), или «Универсальную душу или Высший дух».
Слово Хамса родственно латинскому «(h)anser», греческому «χήν», немецкому «Gans», английскому «goose», испанскому «ganso» и русскому «гусь».

## Лебедь или гусь
Жан Фогель в 1952 году задался вопросом, действительно ли Хамса является лебедем, потому что, по словам голландских орнитологов Джорджа Юнга и Э.Д. ван Оорта, с которыми он консультировался, лебеди были редкостью в Индии, а гуси с полосатой головой (Anser indicus) были обычным явлением. По словам Фогеля, западные и индийские ученые, возможно, предпочли перевести слово «хамса» с санскрита на слово «лебедь», поскольку местный гусь кажется пухлым, а лебедь (и, добавляет Фогель, фламинго) более изящным.

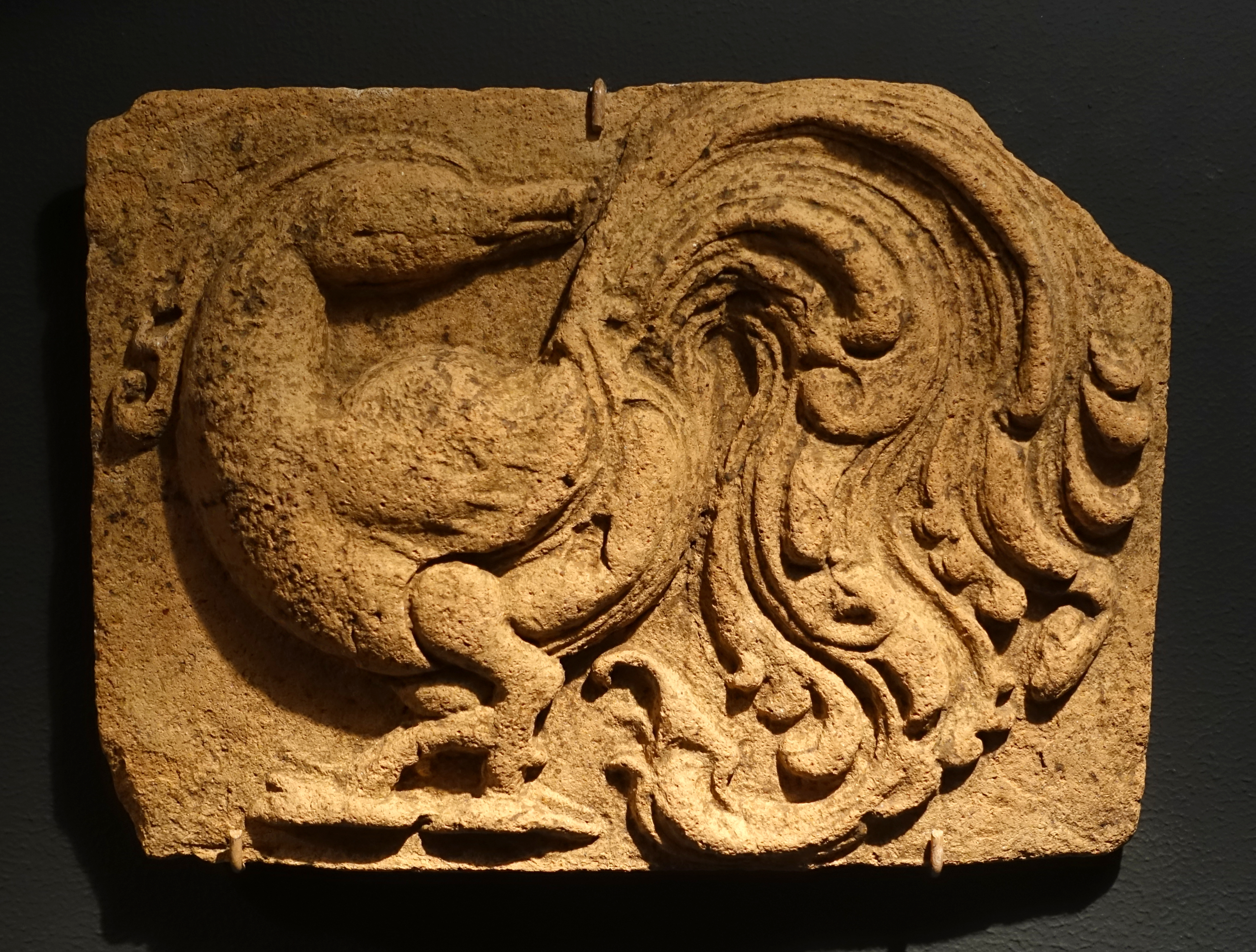
Плитка с изображением птицы хамса с цветочным хвостом из Шри-Ланки, ок. XII века

Некоторые раскритиковали точку зрения Фогеля за чрезмерную зависимость от художественных представлений из южной Индии и Шри-Ланки, где белый лебедь встречается редко. Американский орнитолог Пол Джонсгард в 2010 году заявил, что лебеди-шипуны (Cygnus Olor) каждую зиму мигрируют в северо-западный гималайский регион Индии, преодолевая около 1000 миль в каждую сторону. Точно такое же мнение британский орнитолог Питер Скотт высказал в своей книге «Ключ к дичи мира» (1957 года), в ней автор утверждает, что северо-западная Индия является одним из мест зимней миграции лебедей-шипунов (остальные места — Корея и Причерноморье. Гревал, Харви и Пфистер в 2003 году заявили, что лебедь-шипун является «бродягой в основном в Пакистане, но также и на северо-западе Индии», и включают карту их распространения. Асад Рахмани и Зафар-уль Ислам в своей книге 2009 года описывают три вида лебедей и 39 видов уток и гусей, обитающих в Индии.
Дэйв заявил: «Согласно Хьюму, нынешнее мнение состоит в том, что лебеди не встречаются нигде в пределах Индии и в пределах Гималаев, кроме как на крайнем северо-западе», и предположил, что они, возможно, были более распространены в «седом прошлом».
На санскрите и пали есть альтернативные слова для обозначения гуся, такие как «Джалапада», «Дхамара», «Чакрагки», «Маджжугамана», «Шветагарута» и другие.
 
В гимнах Ригведы, стихах индуистских эпосов и пуран, а также в других ранних индийских текстах, утверждает К. Н. Дейв, упоминаются разнообразные птицы с корнем «хамса» (санскр. हंस), такие как Маха-хамса, Радж-хамса, Кал-хамса и др. Их следует идентифицировать как членов семейства утиных, а именно лебедей, гусей или уток. Эта идентификация основана на подробностях, представленных в санскритских текстах об изменениях оперения в течение жизни птицы, описанных криках, миграционных привычках, ритуалах ухаживания и схемах полета. Конкретные примеры, когда слово «хамса» следует интерпретировать как «лебедь», включают гимны 1.163, 3.8, 4.45, 8.35, 9.32 и другие в Ригведе, стих 7.339 Рамаяны манджари, главу 30.56 Сканда-пураны, главу 101.27 Падма-пураны и другие. Дейв также приводит примеры индийских текстов, где «хамса» следует интерпретировать как «гусь». В некоторых санскритских текстах, как утверждает Дейв, проводится различие между «хамсой» и «кадамбом», причем первое, по его словам, является лебедем, а второе — гусем.
Индийский орнитолог Салим Али заявил в своей лекции в память Азада в 1979 году, что санскритские названия птиц основаны на их криках, окраске, повадках, походке, способе кормления или других наблюдаемых признаках. Однако иногда их трудно однозначно отнести к видам. Он упоминает стихотворение Калидасы 4-V веков об озере Манаса. Эта Манаса, как предполагает Салим Али, представляет собой озеро Манасаровар, а затем заявляет, что обитающие в нём птицы хамса следует интерпретировать как гусей, которые действительно мигрируют через Гималаи из Тибета. В исторической литературе Индии на санскрите и пракрите не упоминается местонахождение озера Манаса, которое они считают естественной обителью хамсы.
Этно-орнитологи Соня Тидеманн и Эндрю Гослер в книге « Этно-орнитология: птицы, коренные народы, культура и общество» утверждают, что «хамса» в ранних индийских текстах означает «лебедь» и что такие титулы, как раджа-хамса, применялись к аскетам и святым в индийской культуре, потому что древние индуистские и буддийские истории приписывали хамсе способность отделять добро от зла.
Птицы, нарисованные в пещерах Аджанта в центральной Индии (Махараштра) на Хамса Джатаке, а также в Санчи, напоминают лебедя (и серию лебедей на одном панно), утверждает искусствовед К. Шиварамамурти. Эти ранние буддийские искусства можно датировать периодом между III веком до нашей эры и V веком нашей эры. Сам текст Джатаки ясно описывает белых лебедей, которые подобны облакам на голубом небе.
Согласно Нандхите Кришне, хамса в ранней североиндийской традиции лучше всего определяется как лебедь как мифический символ мудрости. Тем не менее, хамса стала популярным мотивом в храмовых произведениях искусства, текстильных принтах и других произведениях искусства. Он стал очень стилизованной мифической птицей с пухлым телом и короткой шеей, а также цветистым клювом и хвостом, больше похожим на гуся.

## В индуизме
В индуизме хамса часто отождествляется с Высшим Духом, Высшей Реальностью или Брахманом. Полет хамсы символизирует мокшу, реинкарнацию и сансару.
Хамса также является ваханой Сарасвати — богини знаний и творчества, и её мужа Брахмы — бога творения в индуистской троице и его другой жены Гаятри — богини Вед (Ведматы), одной из Ади шакти.

### Парамахамса
Ввиду связи хамсы с несколькими атрибутами, как указано выше, индуистские риши (мудрецы) и садху (аскеты и святые) получили титул парамахамсы, то есть высшей хамсы. Он обозначает человека, достигшего высокого уровня духовности.
Например, Парамахамса-упанишада называет этого йога Парамахамсой, который не самоуверен, не подвергается клевете, не завидует, не хвастается, смирен и не замечает все человеческие слабости. Он невосприимчив к существованию своего тела, которое он рассматривает как труп. Он выше ложных притязаний и живёт, осознавая Брахмана. Во главе 3 Парамахамса-упанишады говорится, что тот, кто понимает разницу между «посохом знания» и «деревянным посохом», является Парамахамсой.

### Мифология
Хамса, или Ханса, является частью индийской мифологии. Говорят, что араянны, или небесные хамсы (лебеди), живут в Манасасарах в Гималаях. Они упоминаются в индийском эпосе «Рамаяна». Хамса, лебедь, является частью мифической истории любви Налы и Дамаянти, где он несёт истории, историческую информацию и сообщения между двумя незнакомцами.
Согласно индийской мифологии, нужно есть жемчуг и отделять молоко от воды из их смеси. Чарльз Ланман утверждает, что упоминания о способности хамсы разделять или различать используются в санскритской поэзии в основном в метафорическом смысле. Вероятно, это представление имеет какое-то основание в мифологии или природе. Возможно, это связано с верой в то, что молоко относится к соку, выделяемому из стеблей лотоса (кшира). Другой версией происхождения представления, утверждает Ланман, заключается в том, что «лебедь, гусь, утка и фламинго имеют ряд пластинок, которые служат ситом для процеживания пищи из воды, которую они принимают». Таким образом, речь может идти о способности птицы извлекать питательные вещества из смеси.

## В буддизме
Хамса также широко распространён в искусстве Гандхары в сочетании с изображениями Будды Шакьямуни. Нандхита Кришна переводит это как лебедь в контексте Гандхары. Мартин Лернер и Стивен Коссак относят гандхарский рельеф ко II веку до н. э. Сейчас рельеф находится в коллекции Метрополитен-музея (Нью-Йорк, экспонат 1987.142.212). На котором изображен лебедь с всадником.
Хамса считается священной также и в буддизме, где считается символом мудрости. Некоторые учёные, такие как Дональд Свирер, переводят его как лебедь, другие, такие как Тхьен Тяу, как гусь В историческом непальском искусстве хамса изображена либо в виде лебедя, либо в виде гуся, как в исторических тибетских произведениях искусства. вероятно, это связано с тем, что в индийском регионе, откуда тибетские монахи заимствовали свою иконографию, хамса считался гусём.

## Современное использование

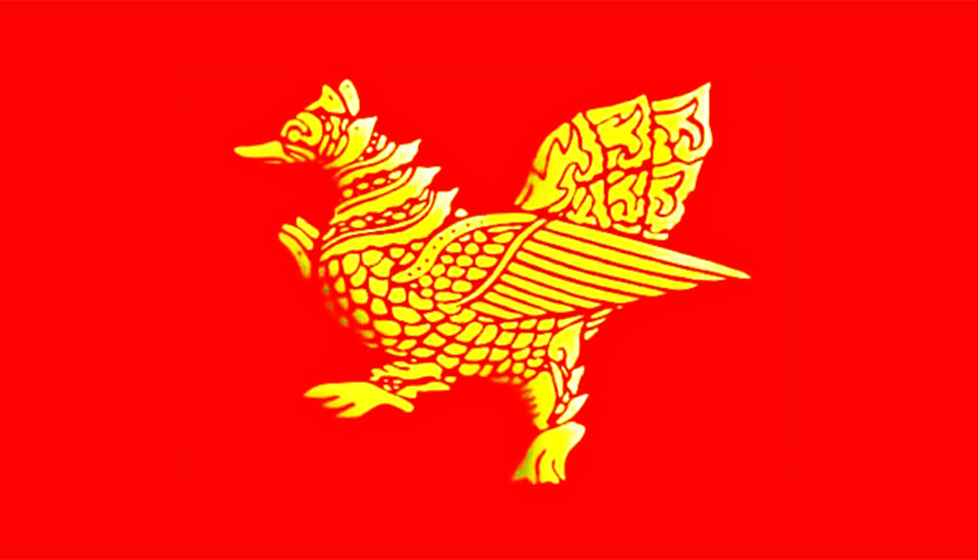
Изображение Хонгсы (Хамсы) штата Мон, Мьянма

Название на хамсы на других языках, в которых он имеет культурное значение:
- хинд. hans;
- телуг. హంస, hamsa;
- тамил. அன்னப்பறவை;
- кхмер. ហង្ស, hong;
- бирм. ဟင်္သာ; IPA: [hɪ́ɰ̃θà], обычно пишется как hintha или hinthar;
- мон. ဟံသာ (ၜိုပ်), транскрипция: [hɔŋsa], hongsa;
- шан. ႁင်းသႃႇ, транскрипция: [haŋ˦ sʰaː˨] или hangsa;
- тайск. hong (หงส์), транскрипция: [hǒŋ];
- Малайский: angsa (اڠسا). «Angsa» на малайском языке означает вид Anser albifrons[30].

Хинтха (аналог хамсы) широко изображается в бирманском искусстве, где считается красной уткой в своей культуре и был принят в качестве символа монов. В некоторых частях Мьянмы иконография хинтхи больше похожа на курицу, чем на утку, что отражает местную фауну.

## Галерея

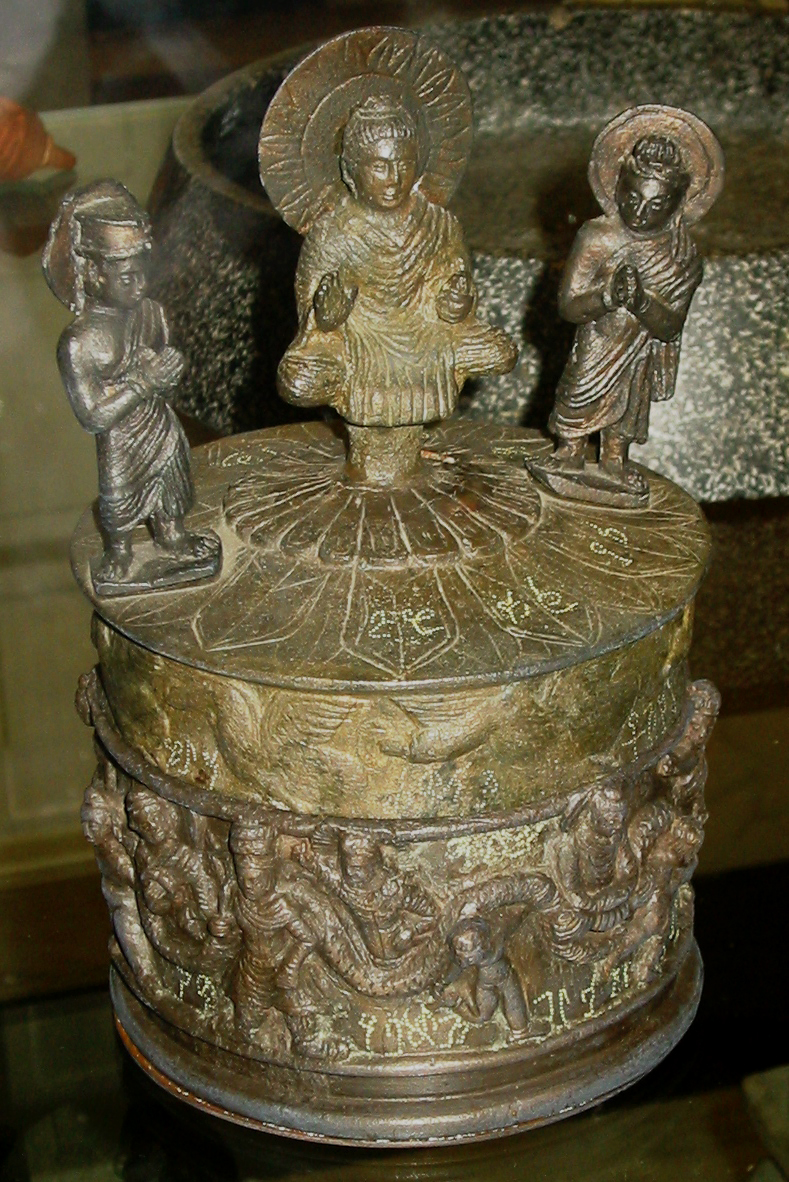
Хамса на реликварии Канишки[англ.], II век н.э.
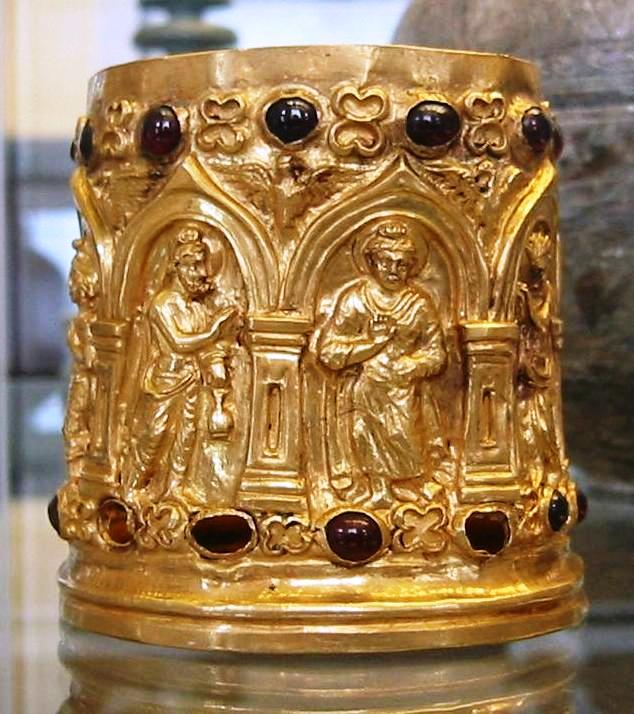
Хамса среди украшений бимаранского реликвария[англ.], I век н. э.
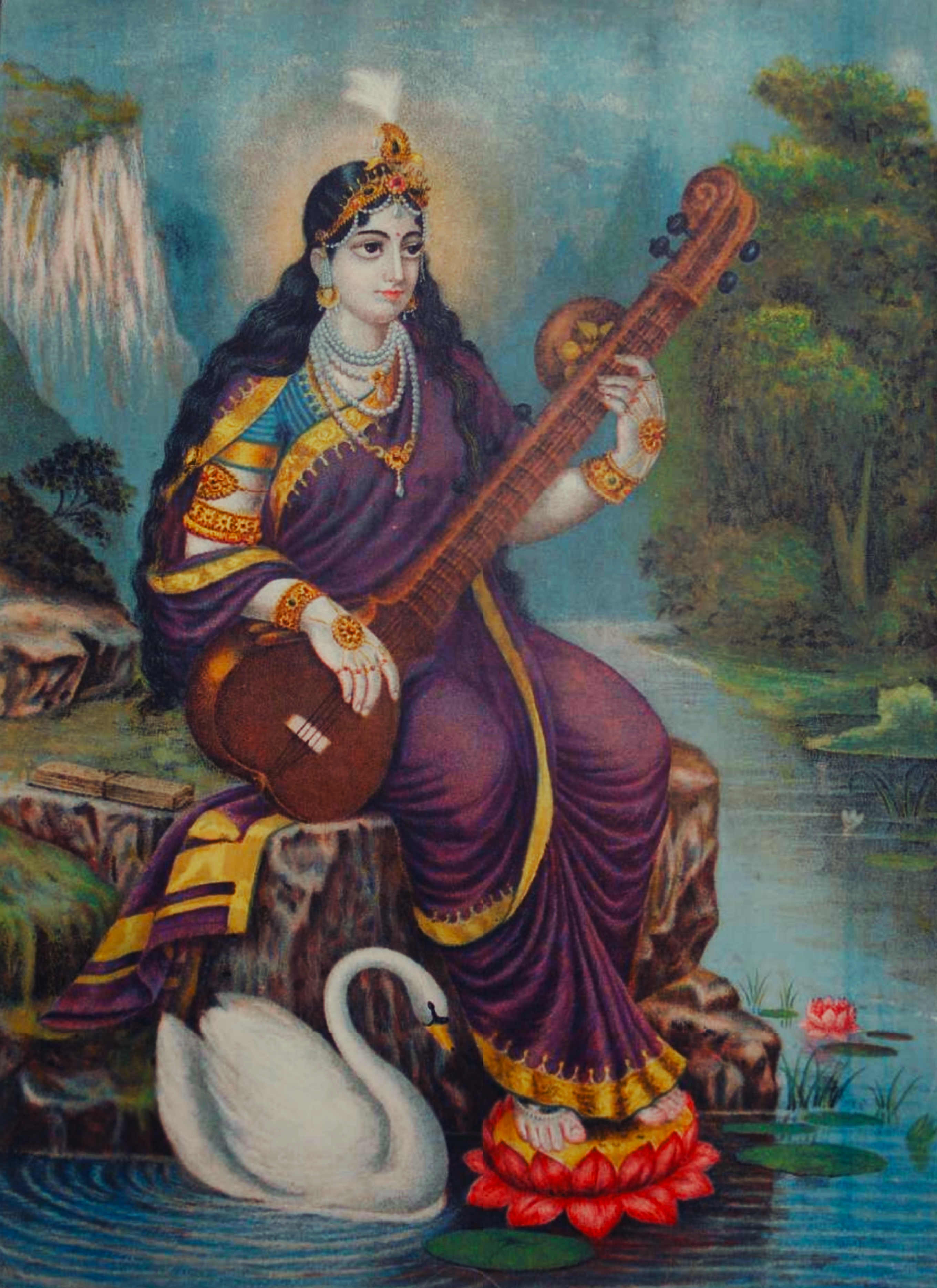
Сарасвати с Хамсой (ок. 1895 г., Британская библиотека)
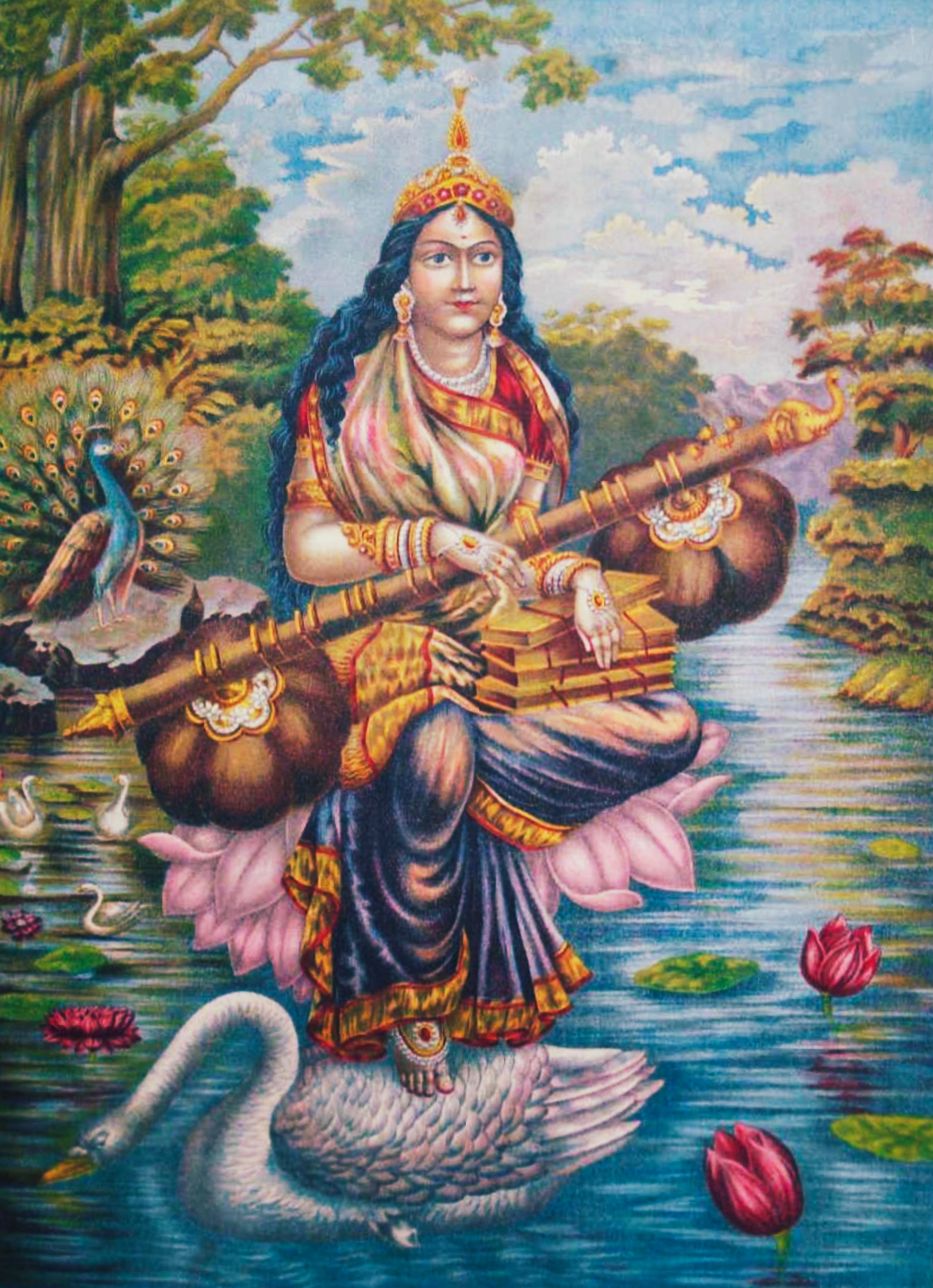
Сарасвати с Хамсой (XIX век, Британская библиотека)
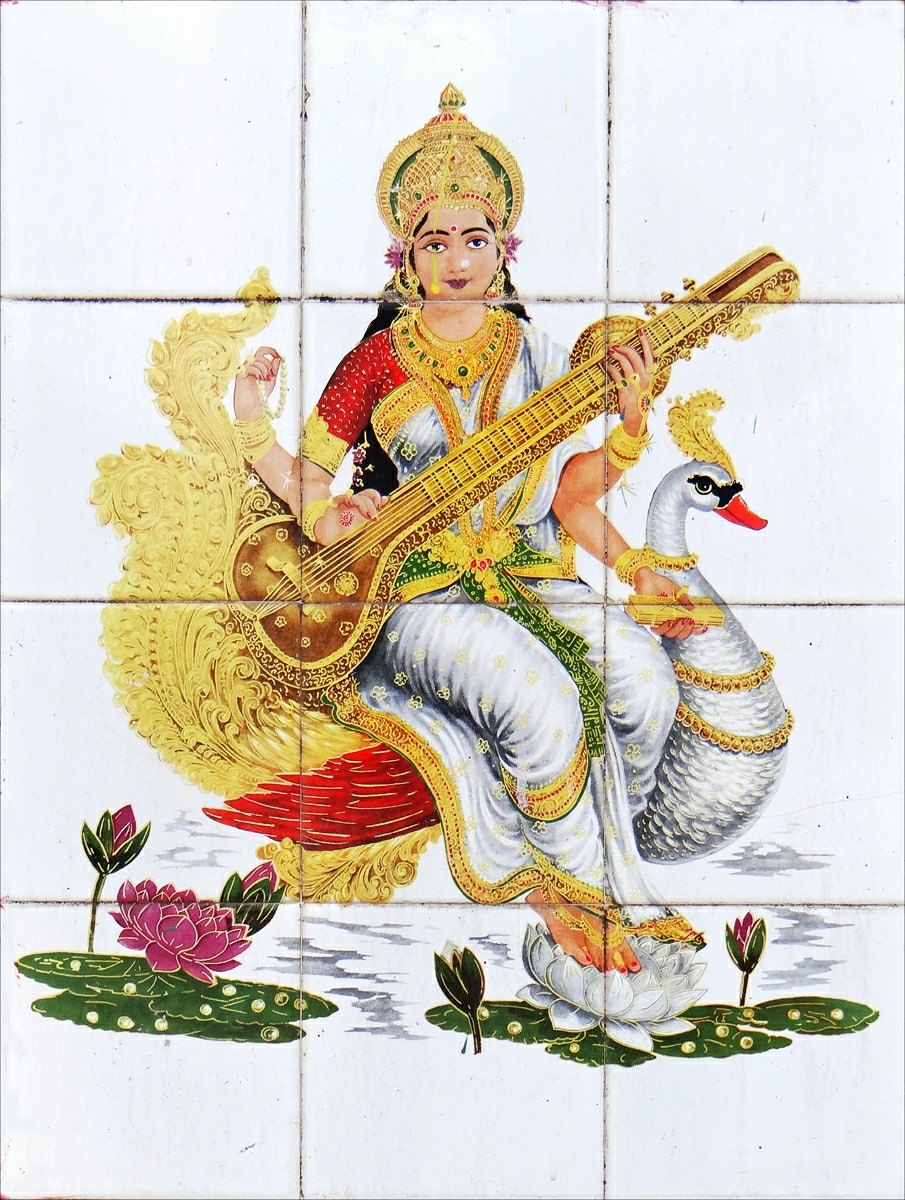
Сарасвати и Хамса (керамическая плитка)
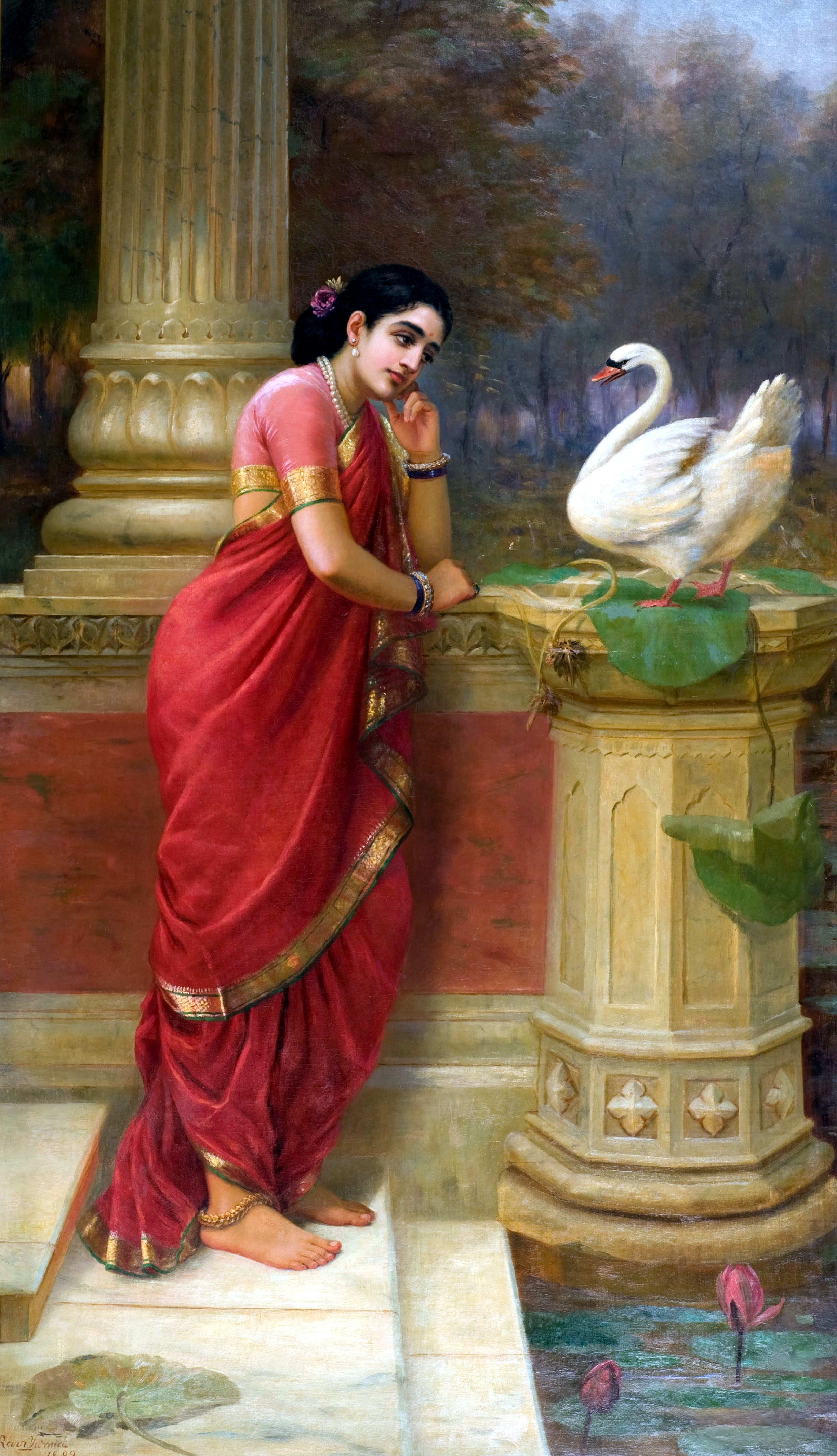
Хамса разговаривает с Дамаянти, картина Раджи Рави Вармы (XIX век)